# Liste der Pfarren im Dekanat Lilienfeld
Das Dekanat Lilienfeld ist ein Dekanat der römisch-katholischen Diözese St. Pölten. Bis zum 31. Dezember 1973 trug es den Namen Dekanat Wilhelmsburg.

## Pfarren mit Kirchengebäuden und Kapellen
| Pfarre                       | Ink.               | Seit          | Patrozinium                | Kirchengebäude und Kapellen                                                              | Bild |
| ---------------------------- | ------------------ | ------------- | -------------------------- | ---------------------------------------------------------------------------------------- | ---- |
| Annaberg in Niederösterreich | Lilienfeld (OCist) | 1512          | Hl. Anna                   | Pfarrkirche Annaberg in Niederösterreich                                                 |      |
| Eschenau in Niederösterreich | Lilienfeld (OCist) | 1786          | Hl. Katharina              | Pfarrkirche Eschenau in Niederösterreich                                                 |      |
| Hofstetten-Grünau            | Göttweig (OSB)     | 12. Jh.       | Hl. Georg                  | Pfarrkirche Hofstetten-Grünau                                                            |      |
| Hainfeld                     | Göttweig (OSB)     | 1161          | Hl. Andreas                | Pfarrkirche Hainfeld                                                                     |      |
| Hohenberg                    |                    | 1325          | Hl. Jakobus der Ältere     | Pfarrkirche Hohenberg                                                                    |      |
| Josefsberg                   | Lilienfeld (OCist) | 1757          | Hl. Josef                  | Pfarrkirche Josefsberg                                                                   |      |
| Kaumberg                     | Lilienfeld (OCist) | um 1200       | Hl. Michael                | Pfarrkirche Kaumberg                                                                     |      |
| Kirchberg an der Pielach     |                    | 12. Jh.       | Hl. Martin                 | Pfarrkirche Kirchberg an der Pielach                                                     |      |
| Kleinzell                    | Göttweig (OSB)     | 1330          | Mariä Himmelfahrt          | Pfarrkirche Kleinzell                                                                    |      |
| Lehenrotte                   | Lilienfeld (OCist) | 1785          | Hl. Leonhard               | Pfarrkirche Lehenrotte                                                                   |      |
| Lilienfeld                   | Lilienfeld (OCist) | 1219          | Mariä Himmelfahrt          | Stiftskirche Lilienfeld                                                                  |      |
| Loich                        |                    | 1784          | Hl. Nikolaus               | Pfarrkirche Loich                                                                        |      |
| Mitterbach am Erlaufsee      | Lilienfeld (OCist) | 1944          | Hl. Klemens Maria Hofbauer | Pfarrkirche Mitterbach am Erlaufsee                                                      |      |
| Obergrafendorf               |                    | um 1250       | Hl. Josef                  | Pfarrkirche Obergrafendorf                                                               |      |
| Rabenstein an der Pielach    | Göttweig (OSB)     | 13. Jh.       | Hl. Laurentius             | Pfarrkirche Rabenstein an der Pielach Filialkirche Tradigist, Mariahilfkapelle Tradigist |      |
| Ramsau                       | Lilienfeld (OCist) | 1783          | Mariä Empfängnis           | Pfarrkirche Ramsau in Niederösterreich                                                   |      |
| Rohrbach an der Gölsen       | Göttweig (OSB)     |               | Hl. Bartholomäus           | Pfarrkirche Rohrbach an der Gölsen                                                       |      |
| Schwarzenbach an der Gölsen  | Göttweig (OSB)     | 1784          | Hll. Petrus und Paulus     | Pfarrkirche Schwarzenbach an der Gölsen                                                  |      |
| Schwarzenbach an der Pielach |                    | 1787 und 1810 | Hl. Katharina              | Pfarrkirche Schwarzenbach an der Pielach                                                 |      |
| St. Aegyd am Neuwalde        |                    | um 1200       | Hl. Ägidius                | Pfarrkirche St. Aegyd am Neuwalde Osterkircherl                                          |      |
| St. Veit an der Gölsen       | Göttweig (OSB)     | nach 1122     | Hl. Vitus                  | Pfarrkirche St. Veit an der Gölsen                                                       |      |
| Traisen                      | Lilienfeld (OCist) | 1943          | Hl. Johannes der Täufer    | Pfarrkirche Traisen                                                                      |      |
| Türnitz                      | Lilienfeld (OCist) | 1217          | Hl. Martin                 | Pfarrkirche Türnitz                                                                      |      |
| Weinburg in Niederösterreich |                    | um 1300       | Hl. Johannes der Täufer    | Pfarrkirche Weinburg                                                                     |      |
| Wilhelmsburg                 | Lilienfeld (OCist) | 11. Jh.       | Hl. Stephanus              | Pfarrkirche Wilhelmsburg                                                                 |      |

## Dekanat Lilienfeld
Das Dekanat umfasst 25 Pfarren.

## Geschichte
Nach Errichtung der Diözese St. Pölten kam es zu einer Neuordnung der Dekanate. Das Dekanat Wilhelmsburg umfasste damals mit 21 Pfarren im Wesentlichen dasselbe Territorium wie heute (2024). Bei der Neueinteilung der Dekanate am 1. Jänner 1908, wurden die Pfarren Annaberg, Grünau, Josefsberg, Kirchberg an der Pielach, Loich, Rabenstein, Schwarzenbach an der Pielach und Türnitz dem neu errichteten Dekanat Kirchberg an der Pielach zugewiesen und kehrten bei der Neuordnung der Dekanate im Jahr 2008 nach Auflösung des Dekanates Kirchberg an der Pielach in das (1973 umbenannte) Dekanat Lilienfeld zurück. Mit 1. Jänner 2013 kamen im Zuge der Verkleinerung des Dekanates St. Pölten auf das Stadtgebiet die Pfarren Obergrafendorf und Weinburg hinzu; letztere war ursprünglich schon beim Dekanat Wilhelmsburg und ab der Neuordnung 1908 beim Dekanat St. Pölten.

## Dechanten
- 1887–1912 P. Edmund Witzmann, Pfarrvikar in Wilhelmsburg[6]
- 1912–1928 P. Othmar Berger, Pfarrvikar in St. Veit an der Gölsen[7][8]
- 1929–1931 P. Ambros Sailer, Pfarrvikar in Wilhelmsburg[9]
- 1931–1941 P. Thomas Kieweg, Pfarrvikar in Türnitz[10][11]
- 1941–1955 P. Justin Fitz, Pfarrvikar in Lilienfeld[12]
- 1955–1962 P. Karlmann Waldhauser, Pfarrvikar in Rohrbach an der Gölsen[13]
- 1963–1973 P. Alfred Lang, Pfarrvikar in Ramsau[14]
- 1973–1981 P. Altmann Tolksdorf, Pfarrvikar in Hainfeld[15]
- 1981–1989 P. Berthold Schneckenleitner, Pfarrvikar in Kaumberg[16]
- 1989–1996 P. Petrus Steigenberger, Pfarrvikar in Wilhelmsburg[17]
- 1996–1998 Richard Desch, Pfarrer in Hohenberg[18]
- 1998–2008 P. Paulus Müllner, Pfarrer in Hainfeld und Rohrbach an der Gölsen[19]
- 2008–2017 P. Christoph Mayrhofer, Pfarrer in St. Veit an der Gölsen und Schwarzenbach an der Gölsen[20]
- Seit 2017 P. Andreas Pirngruber Pfarrer in Türnitz und Lehenrotte[21]